# مضيق الصخور
مضيق الصخور (بالآيسلندية: Grjótagjá)‏ هو كهف صغير من الحمم البركانية بالقرب من بحيرة موفاتن في آيسلندا. لديها نبع حراري بالداخل.
في أوائل القرن الثامن عشر عاش هناك الخارج عن القانون جون ماركوسون واستخدم الكهف للاستحمام. حتى سبعينيات القرن العشرين، كان مضيق الصخور  وجهةً شعبيةً للاستحمام. ولكن خلال ثورانه البركاني بين عامي ١٩٧٥ و١٩٨٤، ارتفعت درجة حرارة الماء إلى أكثر من ٥٠ درجة مئوية (١٢٢ درجة فهرنهايت)، إلا أن درجة الحرارة تنخفض ببطء، وقد عادت لتهبط إلى ما دون ٥٠ درجة مئوية. ويُستخدم كهف ستوراغا القريب كموقع بديل للاستحمام.